# Refugi del Fondó
El refugi aeri del Fondó, situat al sud-est de la localitat, a pocs quilòmetres del nucli urbà de Monòver, forma juntament amb el seu aeròdrom annex, un enclavament estratègic durant el període final de la Guerra Civil Espanyola.

## Descripció
El refugi presenta una estructura que pesa una tona i que es troba excavada a 13,8 metres de profunditat. La galeria principal posseeix una extensió de 92 metres i està recoberta amb una capa de concret de 20 centímetres de grossària. Segons el reporte de la força aèria, té la capacitat d'albergar a 200 individus. A més, el refugi disposa d'una pista d'enlairament que es troba a una distància d'aproximadament 30 metres.

## Història
Per a l'edificació es van reclutar joves suplents de 1921, així com veïns, molts d'ells experts pedrapiques. En la seua construcció van participar més de 40 obrers, els qui també van dur a terme labors de millora en el terreny d'aviació. El seu propòsit era salvaguardar a la població civil de la zona davant l'eventualitat d'un bombardeig, així com protegir els militars i treballadors de l'aeroport, conforme al que es disposa pel Comité Nacional per a la Defensa Passiva de la Població enfront dels atacs aeris i químics de 1935. Aquest mai va arribar a ser emprat durant el conflicte de la Guerra Civil Espanyola.
Hui dia, encara es mantenen a la vista les dues obertures d'accés, encara que mostren signes de desgast, igual que els conductes de ventilació del refugi. En el seu interior persisteixen els vestigis del sistema elèctric que va ser instal·lat en el seu moment; així com unes certes inscripcions deixades pels treballadors que van contribuir en la seua edificació.

### El aeròdrom
L'aeròdrom estava format per una pista de terra, aquesta instal·lació aèria va ser establida en 1938 en una parcel·la hexagonal de 1.150 per 1.450 metres de terreny agrícola, aprofitant la topografia favorable. Comptava amb subministrament de combustible i personal mecànic, a més d'un allotjament en un habitatge pròxim. El sòl era pla, una miqueta argilenc i amb suaus elevacions. Era perceptible des del cel, encara que no tenia una pista d'aterratge il·luminada, però sí llums del perímetre. A causa de la falta d'hangars, els avions es resguardaven sota la coberta dels arbres. Durant la Guerra Civil l'aeròdrom estava classificat com a Eventual i pertanyia a la Quarta Regió Aèria, Primer Sector, codi 415.
Exceptuant l'incident d'aterratge forçós que va esdevindre el 15 de gener de 1954 amb un avió de l'Acadèmia General de l'Aire durant un vol d'entrenament, l'aeròdrom no va tornar a presenciar cap activitat. Algunes de les construccions que van donar forma a aquest conjunt militar, encara perduren i fins i tot poden ser visitats com el refugi o la caserna. Les 160 hectàrees de cultius que actualment ocupen la superfície de la pista, van ser escenari d'un dels últims episodis de la II República: l'exili de polític com Juan Negrín i personalitats com Dolores Ibárruri.

### La fi de la Guerra Civil
L'enclavament estava situat a poca distància de la qual, en aqueix moment, era la residència del President i de la resta de membres del govern republicà, situada en la finca de El Poblet, pertanyent a l'acabe municipal de la veïna localitat de Petrer , a uns 15 quilómetres de distància. Aquesta ubicació es trobava pròxima a la Posició Dakar, que albergava als membres del Partit Comunista Espanyol, entre els quals es trobava La Pasionaria. Aquesta tranquil·la zona de l'interior d'Alacant, va ser testimoni d'esdeveniments significatiu que marcarien un abans i un després en la història d'Espanya. Entre ells, el 6 de març de l'any 1939, el President de la República Juan Negrín, va partir des d'aquest aeròdrom cap a l'exili, acompanyat per diversos ministres, conscients del perill imminent que suposava l'acostament de les tropes franquistes des de l'interior cap a la costa.
Dins del context històric de la Guerra Civil Espanyola , la posició estratègica del refugi i l'aeròdrom, va fer que el conjunt es convertira en un enclavament que va acabar adquirint una rellevància crucial. Fins hui, la població de Monòver havia viscut el conflicte amb relativa tranquil·litat, malgrat els estralls que aquest conflicte havia causat de Nord a Sud del país. No obstant això, aquesta tranquil·litat es va alterar quan el govern es va veure forçat a partir a l'exili des d'aquest enclavament. La decisió cautelar del president, de posar rumb a l'exili, va vindre donada per l'imminent perill, perquè els militars revoltats s'acostaven, romandre a Espanya era perillós. A més, a les causes bèl·lica, hem d'afegir també la situació de conflicte que existien entre els partits del govern, perquè hi havia una amenaça clara que es poguera repetir una contesa interna en el si del bàndol republicà.
D'altra banda, la incapacitat del Consejo Nacional de Defensa, encapçalat pel Coronel Casado, sumat a les pressions franquistes i dels seus aliats estrangers, van conduir la contesa cap a un final precipitat i sense possibilitat d'organització per part del bàndol republicà.
A vespres de l'exili, la jornada va estar marcada pel colp del Coronel Casado, que era mostra de la incapacitat del bàndol republicà per intentar organitzar una defensa nacional. És mateixa nit, membres del PCE van pernoctar en el refugi de l'aeròdrom, nit en la qual es van deliberar decisions importants sobre els membres que, el matí següent, partirien cap a l'exili, i els que es quedarien per a intentar donar suport a la resistència republicana. Finalment, el 6 març de 1939, els vols van començar a partir poc abans del mig dia, els primers a embarcar van ser alguns membres del PCE , que van partir cap a Algèria, en dos avions Dragon Rapide. Hores més tard, sobre les tres, era el torn del president Negrín i de gran part dels seus ministres, que van posar rumb a Touluse, França, en un Douglas DC-2 de les Líneas Aéreas Postales Españolas. Des d'allí, intentaria coordinar la resistència republicana i fer oposició a l'exèrcit franquista, que ja controlava, pràcticament la totalitat del territori nacional.

### Centre d´interpretació i projecte museogràfic
En aquesta xicoteta pedania encara perviuen alguns elements que s'uneixen i configuren la imatge de la població i que van constituir part del seu conjunt històric: el refugi antiaeri conservat in situ i la casa caserna instal·lada en un antic celler.
El Museu de la Memòria Històrica del Fondó, està situat en el paratge a l'aire lliure, dispers però integrat en el paisatge de la zona, que articula la història del lloc. Consta d'escultures metàl·liques que interactuen amb el visitant, protegint la informació i marcant el recorregut expositiu. La instal·lació està formada per una suma de diferents punts d'informació disgregats, amb la intenció de rememorar historia immoble i immaterial detone l'enclavament. A més, diferents suports arquitectònics, estratègicament col·locats, generen un hàbitat de difusió històrica, acadèmica i democràtica.
El Projecte Museogràfic es concep com un centre d'interpretació dels esdeveniments de la Guerra Civil, el derrocament de l'últim govern de la Segona República Espanyola i el paper que van jugar tant el refugi com l'aeròdrom. Per a aconseguir aquest objectiu, l'exposició recorre el desenvolupament de la guerra a través d'una sèrie de gràfics que inclouen textos de diversos nivells de comunicació, imatges, fotografies històriques, plans, etc. Tot això succeeix en l'edifici de la Escoleta, una antiga escola rural construïda en 1971 per iniciativa de la Direcció de Construcció d'Escoles de l'Estat durant la dictadura franquista, hui és espai obert per a la defensa integral de la memòria democràtica.
El refugi, s'ha musealitzat aprofitant la seua àrea subterrània de 175 metres quadrats, concretament la seua sala principal. El discurs del museu no sols ofereix al visitant informació històrica i tècnica, sinó que també proporciona una comprensió innocent de la guerra, a partir d'una completa sèrie de dibuixos que xiquets i xiquetes van realitzar durant el període del conflicte.